# غارلاند
غارلاند (بالإنجليزية: Garland, Texas)‏ هي مدينة تقع في مقاطعة دالاس، مقاطعة كولين بولاية تكساس في شمال شرق الولايات المتحدة. تأسست عام 1891، تبلغ مساحة هذه المدينة 147.9 (كم²)، وترتفع عن سطح البحر 168 م، بلغ عدد سكانها 226876 نسمة في عام 2010 حسب إحصاء مكتب تعداد الولايات المتحدة .

## التركيبة السكانية
حدّد مكتب تعداد الولايات المتحدة بيانات التركيبة السكانية لغارلاند في تعداد الولايات المتحدة. في ما يلي، التركيبة السكانية حسب تعدادي 2000 و2010.

### تعداد عام 2000
بلغ عدد سكان غارلاند 215,768 نسمة بحسب تعداد عام 2000، وبلغ عدد الأسر 73,241 أسرة وعدد العائلات 55,415 عائلة مقيمة في المدينة. في حين سجلت الكثافة السكانية 1,455 نسمة لكل كيلومتر مربع (3,768.4/ميل2). وبلغ عدد الوحدات السكنية 75,300 وحدة بمتوسط كثافة قدره 507.8 لكل كيلومتر مربع (1,315.2/ميل2).
وتوزع التركيب العرقي للمدينة بنسبة 65.27% من البيض و11.87% من الأمريكيين الأفارقة و0.60% من الأمريكيين الأصليين و7.33% من الأمريكيين ذوي الأصول الآسيوية و0.07% من سكان جزر المحيط الهادئ و11.99% من الأعراق الأخرى و2.89% من عرقين مختلطين أو أكثر و25.58% من الهسبانيون أو اللاتينيون من أي عرق.
بلغ عدد الأسر 73,241 أسرة كانت نسبة 45.7% منها لديها أطفال تحت سن الثامنة عشر تعيش معهم، وبلغت نسبة الأزواج القاطنين مع بعضهم البعض 56.7% من أصل المجموع الكلي للأسر، ونسبة 13.7% من الأسر كان لديها معيلات من الإناث دون وجود شريك، بينما كانت نسبة 5.3% من الأسر لديها معيلون من الذكور دون وجود شريكة وكانت نسبة 24.3% من غير العائلات. تألفت نسبة 19.8% من أصل جميع الأسر من عدة أفراد يعيشون في نفس المنزل ونسبة 5% كانت تتألف من شخص يعيش بمفرده يبلغ من العمر 65 عاماً أو أكثر. وبلغ متوسط حجم الأسرة المعيشية 2.93، أما متوسط حجم العائلات فبلغ 3.37.
بلغ العمر الوسطي للسكان 31.7 عاماً. وكانت نسبة 29.8% من القاطنين تحت سن الثامنة عشر، وكانت نسبة 9.6% بين الثامنة عشر والرابعة والعشرين عاماً، ونسبة 32.9% كانت واقعةً في الفئة العمرية ما بين الخامسة والعشرين والرابعة والأربعين عاماً، ونسبة 20.4% كانت ما بين الخامسة والأربعين والرابعة والستين، ونسبة 6.8% كانت ضمن فئة الخامسة والستين عاماً فما فوق. يوجد لكل 100 أنثى 98.6 ذكر، ويوجد لكل 100 أنثى في الثامنة عشر من عمرها فما فوق 95.7 ذكر.
بلغ متوسط دخل الأسرة في المدينة 46,945 دولارًا، أما متوسط دخل العائلة فبلغ 53,115 دولارًا. وكان متوسط دخل الذكور 36,643 دولارًا مقابل 29,765 دولارًا للإناث. وسجل دخل الفرد الخاص بالمدينة 20,728 دولارًا. وكانت نسبة 6% من العائلات ونسبة 8.1% من السكان تحت خط الفقر، وكان من هؤلاء نسبة 10.6% تحت سن الثامنة عشر ونسبة 9.2% في الخامسة والستين من العمر وما فوق.

### تعداد عام 2010
بلغ عدد سكان غارلاند 226,876 نسمة بحسب تعداد عام 2010، وبلغ عدد الأسر 75,696 أسرة وعدد العائلات 56,272 عائلة مقيمة في المدينة. في حين سجلت الكثافة السكانية 1,529.9 نسمة لكل كيلومتر مربع (3,962.4/ميل2). وبلغ عدد الوحدات السكنية 80,834 وحدة بمتوسط كثافة قدره 545.1 لكل كيلومتر مربع (1,411.8/ميل2).
وتوزع التركيب العرقي للمدينة بنسبة 57.46% من البيض و14.54% من الأمريكيين الأفارقة و0.82% من الأمريكيين الأصليين و9.41% من الأمريكيين ذوي الأصول الآسيوية و0.04% من سكان جزر المحيط الهادئ و14.41% من الأعراق الأخرى و3.32% من عرقين مختلطين أو أكثر و37.81% من الهسبانيون أو اللاتينيون من أي عرق.
بلغ عدد الأسر 75,696 أسرة كانت نسبة 42.3% منها لديها أطفال تحت سن الثامنة عشر تعيش معهم، وبلغت نسبة الأزواج القاطنين مع بعضهم البعض 52% من أصل المجموع الكلي للأسر، ونسبة 16.1% من الأسر كان لديها معيلات من الإناث دون وجود شريك، بينما كانت نسبة 6.3% من الأسر لديها معيلون من الذكور دون وجود شريكة وكانت نسبة 25.7% من غير العائلات. تألفت نسبة 20.8% من أصل جميع الأسر من عدة أفراد يعيشون في نفس المنزل ونسبة 6.5% كانت تتألف من شخص يعيش بمفرده يبلغ من العمر 65 عاماً أو أكثر. وبلغ متوسط حجم الأسرة المعيشية 2.99، أما متوسط حجم العائلات فبلغ 3.48.
بلغ العمر الوسطي للسكان 33.7 عاماً. وكانت نسبة 28.5% من القاطنين تحت سن الثامنة عشر، وكانت نسبة 9.6% بين الثامنة عشر والرابعة والعشرين عاماً، ونسبة 28% كانت واقعةً في الفئة العمرية ما بين الخامسة والعشرين والرابعة والأربعين عاماً، ونسبة 24.6% كانت ما بين الخامسة والأربعين والرابعة والستين، ونسبة 9.2% كانت ضمن فئة الخامسة والستين عاماً فما فوق. وتوزع التركيب الجنسي للسكان بنسبة 49% ذكور و51% إناث.

## أعلام
- بوبي بويد
- جاك ريدموند
- جيم نورتن
- تشاد ديرينغ
- كليفورد ولز
- موكي بلايلوك
- ميتشل موسو
- كيلب لاندري جونز
- تشارلز بارنارد
- كريستال بيرنارد

## وصلات خارجية
- http://www.ci.garland.tx.us
- The US50 - Cities and Towns in Texas State